# Гатанката
Гатанката (на английски: Riddler) е измислен суперзлодей от комиксите за „Батман“, публикувани от Ди Си Комикс. Създаден е от Боб Кейн и Дик Спранг, и прави своя дебют в Detective Comics бр. 140 през октомври 1948 г.
Франк Горшин и Джон Астин изпълняват ролята му в сериала „Батман“ от 1960-те години, а Джим Кери играе ролята във филма „Батман завинаги“ от 1995 г. През 2014 г. Гатанката е поставен на 59-о място в класацията на IGN за Най-великите комиксови злодеи на всички времена.